# Moratalla
Moratalla és un municipi extens i muntanyós del nord-est de Múrcia, amb 961 km² de superfície i 8.473 habitants el 2005 (uns sis mil d'ells al poble de Moratalla, la resta en nuclis dispersos, el més important dels quals és Benizar). Com els municipis més meridionals de la província d'Albacete, geogràficament pertany a la serra del Segura, no a l'horta ni als terrenys semiàrids del sud de la província. A l'hivern la neu és freqüent a les cotes més altes i a la depressió freda del Campo de San Juan i El Sabinar; i no és inhabitual al poble. El punt més alt és el cim de Revolcadores (2015 m).
Ha estat font d'emigracions entre els anys 1960 i 1985, aproximadament; actualment la població s'ha estabilitzat entorn dels 8.500 habitants. El fort creixement demogràfic de la comarca, la recent construcció de l'autovia Múrcia-Caravaca i l'arribada del turisme residencial britànic (un cop esgotada la costa disponible fins ara) fa preveure un futur increment poblacional.
Els principals motors econòmics de la vila moderna són encara el cultiu de cereals, olives, ametlles i albercocs, la conserva de fruita, i més recentment el tractament de la fusta, el turisme rural i els serveis.
Com a monuments destaquen el castell de Moratalla, les restes del castell àrab de Benizar, les esglésies de l'Assumpció i Sant Francesc, les ermites de La Rogativa i la Casa de Crist i el pont romà d'Hellin. El nucli antic conserva la distribució medieval de carrers estrets, costeruts, tortuosos i pavimentats de llambordins.
Al municipi, de geografia sovint erosionada per l'aigua, sobresurt també la presència de nombroses restes d'art rupestre llevantí.

## Setmana Santa
Durant la Setmana Santa són tradicionals les tamboradas, on els tambors baten durant hores i fins un dia sencer. La tradició local és peculiar perquè les túniques són creacions individuals, no col·lectives, fet que crea un notable efecte de color; altrament és similar a la de vil·les properes com Mula, Hellin o Tobarra.

## Imatges de Moratalla

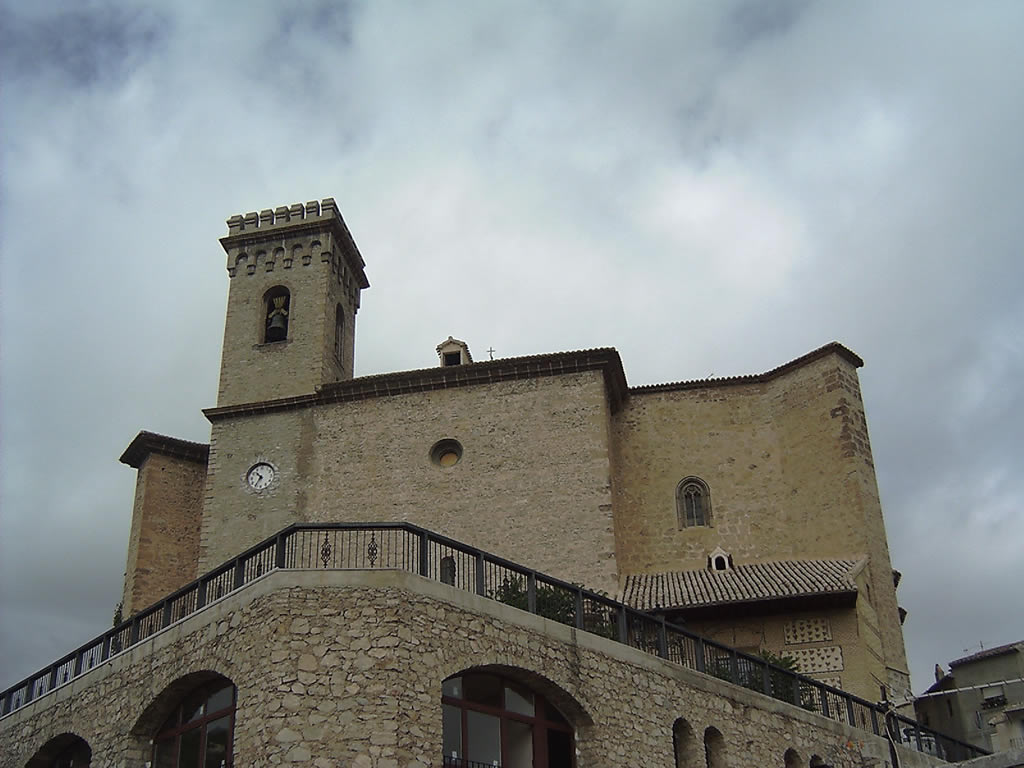
Santa María de la Asunción
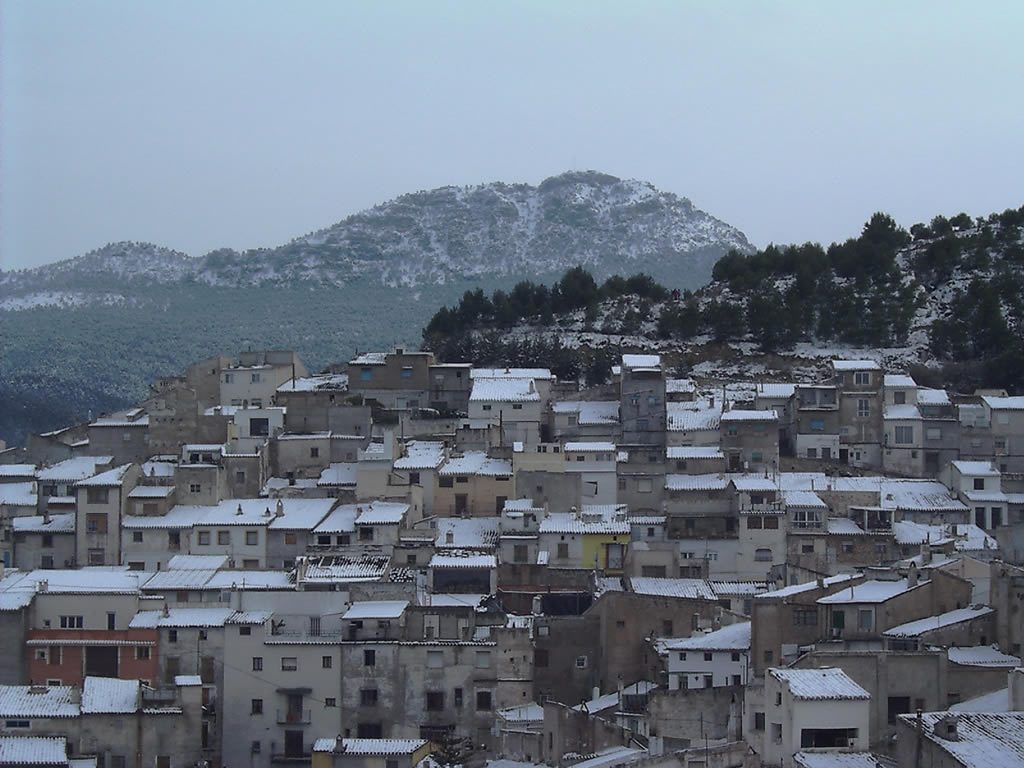
Barri vell i Buitre

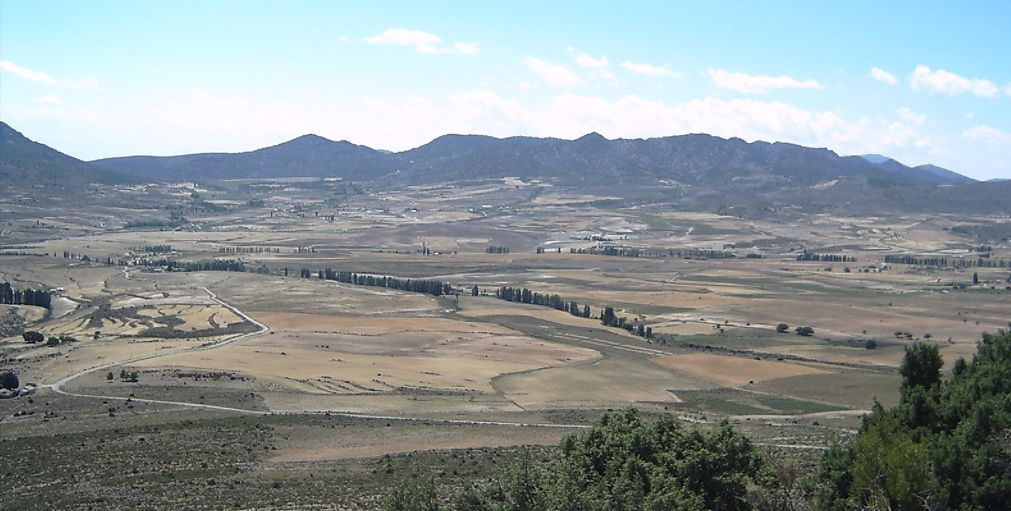
Camp de sant Joan
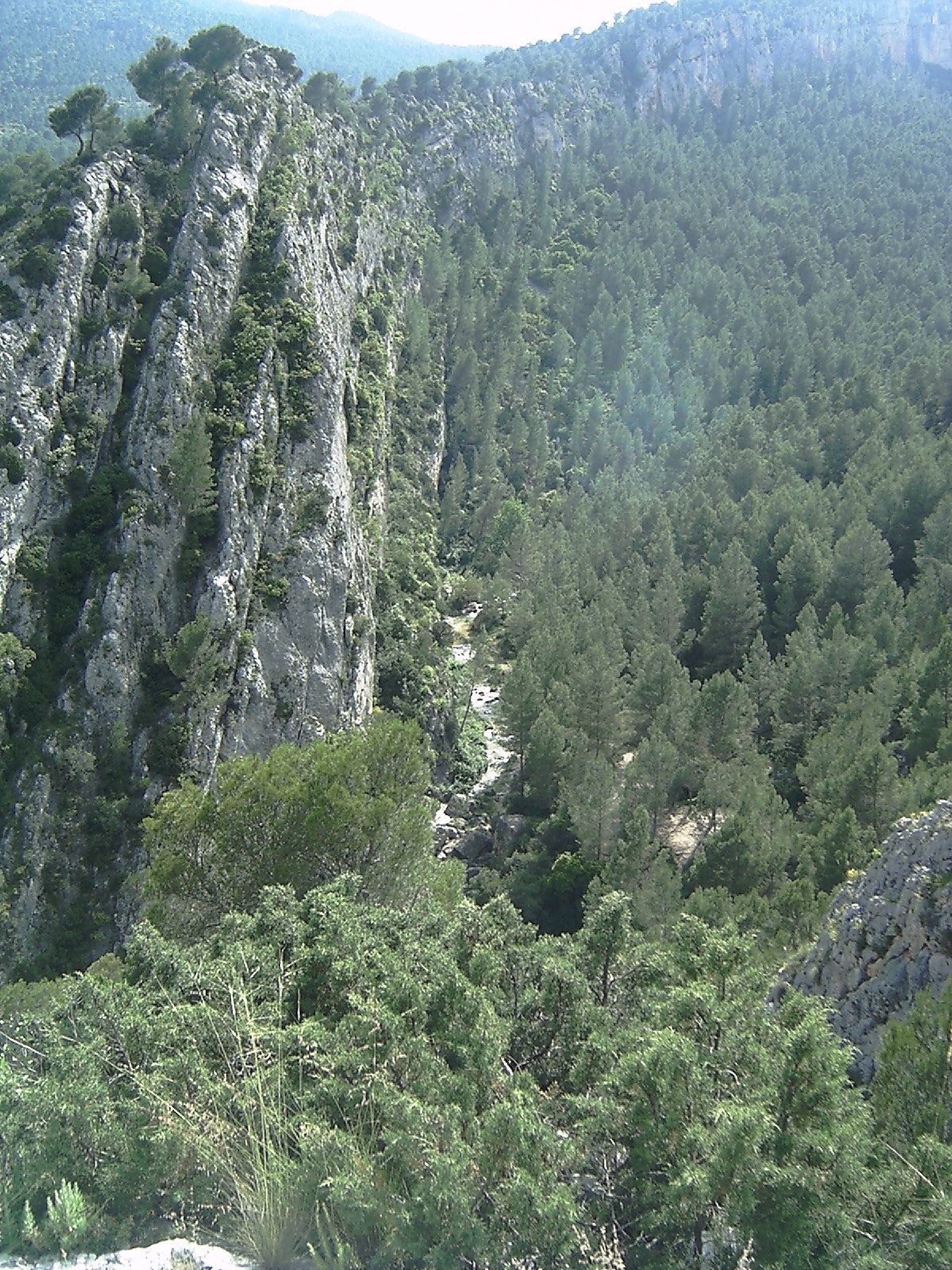
riu Alhàrabe